# Храм Цандрыпша
Цандри́пшский храм — раннесредневековое культовое сооружение, трёхапсидная базилика в посёлке Цандрыпш (Гантиади) Гагрского района Республики Абхазии. Храм был самой крупной и сложной, в архитектурном отношении, постройкой юстиниановского времени не только на территории проживания абазгов, но и во всей Абхазии. Наличие в одной церкви крещальни и почитаемых мощей — гробниц — свидетельствует о важности религиозного центра и храме как месте паломничества. Предположительно здесь могла находиться первая епископская кафедра абазгов. Цандрипшская базилика входит в круг причерноморских памятников. В Абхазии к ним относят также базилику в селе Алахадзы и церковь № 7 в Питиунте (Пицунде).
На территории Абхазии обнаружено 26 раннехристианских памятников архитектуры, хронологически определённых IV—VIII веками. Первые ранние храмы появились в укреплённых пунктах, располагавшихся у берегов моря. Церкви представляли собой римско-византийскую политическую опору в регионе. Памятники Абхазии находятся в тесной связи и культурном единстве с памятниками Западной и Восточной Грузии, так как созданы на единой этнокультурной почве, но всё же отличаются своей архитектурой. Своеобразность Цандрипшской базилики заключается в архаичности форм восточной части и неразвитости солеи, чем храм схож с базиликами Сирии и центральных областей Малой Азии. Здесь же присутствуют фрагменты амвона константинопольского типа, что свидетельствует о слиянии западных и восточных строительных традиций как со стороны Константинополя, так и христианского Востока. Наличие трёх апсид, центральной апсиды с бемой, укороченные размеры храма характерны для более развитого этапа, но археологический материал — погребальные типы, архитектурные декоративные детали, амфоры и стеклянная посуда — датируется VI веком.
Исследователь В. А. Леквинадзе локализует цандрипшскую церковь с построенным Юстинианом I «храмом для абазгов», упомянутым византийским историком Прокопием Кесарийским в труде «Война с готами».

## Расположение
Цандрипшский храм расположен в 17 км северо-западнее города Гагры, недалеко от берега моря на улице Октябрьской посёлка Цандрыпш. Античное название поселения неизвестно. Рядом, в устье реки Хашупсы, сохранились остатки древнего укрепления, а в ущелье Хашупсы — руины крепости, под прикрытием которой и существовал Цандрипшский храм.

## Упоминание, исследования, датировка
В историческом труде «Война с готами» Прокопий Кесарийский указывает на сооружение византийским императором Юстинианом у абазгов храма: «При Юстиниане … Они [абазги] приняли христианскую веру … Тогда же император Юстиниан воздвиг у абазгов храм Богородицы …». Мнения учёных о местонахождении храма различны: как версии фигурируют Питиунт (Пицунда), Себастополис (Сухум), Анакопия (Новый Афон). В. А. Леквинадзе считает, что упомянутый храм находится в Цандрипше. Его доводы заключаются в том, что Юстиниан построил храм именно для абазгов, а не для абазгов и апсилов, которые жили южнее, и что до крещения абазгов Прокопий упоминает об апсилах как о христианах «уже с давних времён»; в рассказе Прокопия о подавлении византийцами восстания абазгов сказано: «За пределами апсилиев, при входе в пределы абазгов, есть высокая гора … На вёслах они [византийцы] обогнули место, где Трахея подходит к берегу, и тем самым оказались в тылу у неприятеля». В тылу у неприятеля можно было оказаться только в Гаграх, а не в Анакопии, где крепость удалена от моря. Таким образом, городом Трахея, по мнению В. А. Леквинадзе, являлась Гагра. Севернее Гагры следует искать и храм, построенный Юстинианом для абазгов. Таким храмом может быть Цандрипшская церковь.

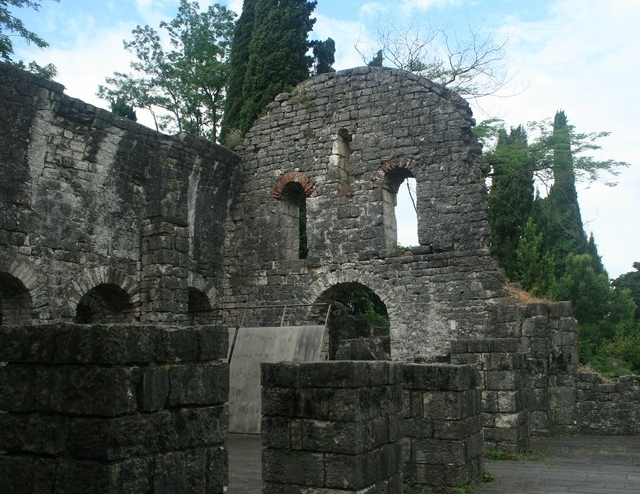
Вид на юго-западную часть центрального нефа

В начале 1970-х годов первые стационарные исследования памятника были сделаны В. А. Леквинадзе, который отнёс строительство церкви ко времени между 527 и 542 годами. П. П. Закарая датирует памятник VI веком, Л. Д. Рчеулишвили — VI—VII веками. Маловероятно, что храм строили после подавления византийцами восстания абазгов в 550 году. Цандрипшскую базилику хорошо датирует мрамор юстиниановской эпохи, амфоры, найденные на сводах, и архитектурные особенности постройки, в частности её укороченный план. Скорее всего, её построили до 542 года. Во время археологических раскопок 1980 года под руководством Л. Г. Хрушковой были выявлены неизвестные ранее элементы плана: крещальня, гробницы, фрагменты мраморной декорации и греческих надписей, археологические материалы. В результате стала более ясной строительная история храма.

## План храма

Цандрипшская базилика — первое состояние (до перестроек), план, реконструкция

Цандрипшский храм неплохо сохранился по сравнению с другими раннехристианскими сооружениями Абхазии. Это трёхапсидная трёхнефная базилика с нартексом и примыкающим к нему портиком. Общие наружные размеры: 27,5 × 16,8 м. У базилики хорошо сохранились центральная апсида с конхой и бемой, западная стена центрального нефа, а также южная стена и аркада южного нефа. Своды базилики, кроме свода бемы, обрушились, но переходы стен к сводам, а также щипец торцовой стены сохранились, что даёт возможность приблизительно определить первоначальную высоту сводов во всех трёх нефах. Разница между высотами среднего и боковых нефов была незначительна. Северная часть памятника сохранилась на высоту не более 1,3 м. С западной стороны были расчищены остатки портика-вестибюля, примыкавшего к нартексу. Размеры портика 4,95 × 2,4 м, его стены сохранились на высоту 0,25—0,53 м, пол был на 20 см ниже, чем в нартексе. Центральный и боковые нефы имели одинаковый уровень пола с нартексом и соединялись тремя дверными проёмами. Центральная апсида имеет пятигранную форму, боковые — полуциркульную. Базилика имеет отличительные особенности — без апсид и нартекса её план имеет почти квадратную форму, а расширенные концы боковых нефов в восточной части служили баптистерием и мемориальной часовней. Сосуществование в одном сооружении крещальни и мемориальной часовни — характерная черта раннехристианского строительства. Ещё одна редкая и интересная особенность Цандрипшской базилики — её центральная апсида выдвинута вперёд по отношению к боковым апсидам точно на расстояние длины бемы, а крайние грани не параллельны, а сужаются.

### Баптистерий
Крещальня находилась в расширенной восточной части северного нефа, в апсиде которого помещалась купель. Купель глубиной 0,3 м в форме трифолия была сложена из камней на растворе. Изнутри она была оштукатурена известковым раствором с примесью дроблёной керамики, что придавало ей розовато-красноватый цвет и определённую прочность и водонепроницаемость. В западной части купели устроены небольшая прямоугольная площадка и ступень для спуска в воду. В купели не было приспособлений для её наполнения водой и для слива. По обычаю наполнение водой проходило вручную. Малые размеры купели не позволяли соблюсти требование тройного погружения неофита, как писали об этом ранние Отцы Церкви Кирилл Иерусалимский, Псевдо-Дионисий, Феодор Мопсуестийский и др. Есть мнение, что малые купели могут свидетельствовать о переходе к крещению детей. Над купелью вдоль апсидной стены была устроена небольшая полка, расширяющаяся в центре под окном, образуя что-то наподобие стола. Столы в крещальнях встречаются очень редко. На них ставились сосуды с водой и освящённым маслом, которое использовалось для миропомазания новых окрещённых. Расположение баптистерия в боковой апсиде связывают с влиянием сирийских базилик. В северной стене был отдельный вход в помещение крещальни — таким образом она была обособлена в структуре базилики.

### Мемориальная часовня

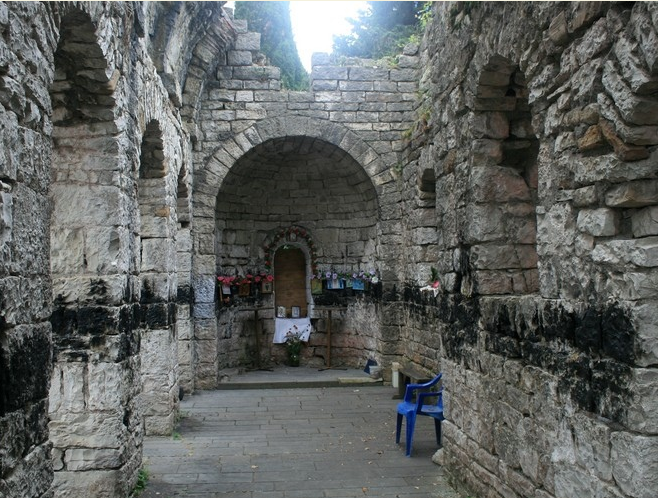
Вид на апсиду южного нефа, где находилась мемориальная часовня

В расширенной восточной части южного нефа были открыты две гробницы, расположенные вдоль оси нефа. Гробница № 2 длиной 1,6 м устроена у само́й апсидной стены и построена из целых плит песчаника. Восточная часть гробницы, к ногам усопшего, сужается. Ни крышки, ни костяка не было. Рядом у окна стоял стол, сложенный из песчаника на растворе. С двух сторон вдоль стен апсиды располагались скамьи. Через перегородку шириной 0,8 м располагалась гробница № 1, выложенная из мелкого известняка и булыжника на растворе. Изнутри она обмазана известковым раствором. В области ног покойного устроена небольшая ниша, под головой имеется возвышение — каменное изголовье. Костяка и крышки также не было. Обе гробницы возвышались над полом примерно на 0,1 м. Они являлись объектами почитания, гробница № 1 — главным объектом. Для облегчения к ним доступа в южной стене нефа имелась отдельная дверь. Гробницы соответствуют критериям «привилегированных захоронений»: расположение близ алтаря, внутри отдельного пастофория, наличие стола и скамей для верующих. Скамьи около почитаемых мощей могли устраиваться специально для больных, если объекты пользовались славой исцеляющих. Крещальня и мемориальная часовня в цандрипшской церкви объясняют расширение боковых нефов в их восточных частях. Места для отправления крещального и мемориального культов были предусмотрены уже в момент строительства базилики.

### Алтарь
Раскопки однозначно показали, что баптистерий и часовня входили в первоначальный план базилики. Три апсиды не являлись единым алтарным пространством. Для главного обряда, где проводилась литургия евхаристии, предназначалась лишь центральная апсида с бемой и часть центрального нефа. Боковым апсидам изначально отводились другие, собственные функции. В базилике алтарное пространство было увеличено за счёт бемы перед апсидой — алтарная перегородка замыкала пространство бемы. Центральная апсида была сильно выдвинута и непосредственно не сообщалась с боковыми. Из-за такого расположения апсид и алтарной преграды люди, выходящие из баптистерия и часовни, не могли попадать в алтарь, куда входили только священнослужители. Всё это указывает, что в цандрипшской базилике трёхапсидный алтарь не связан с константинопольской литургией с Великим и Малым входами. Трёхапсидный алтарь архаичен — здесь нет отдельных помещений для жертвенника и дьяконника.

### Гробницы
В разных частях базилики, помимо двух гробниц в часовне, были открыты ещё 13 погребений, которые были не предметом поклонения, а обычными захоронениями. Захоронений не обнаружено только в центральной апсиде с бемой. Желание быть погребённым в святом месте и рядом с останками святых или мучеников было продиктовано возможностью получения гарантии воскресения. Для захоронения члена христианской общины внутри церкви нужно было получить разрешение епископа. Расположение погребений бессистемное, на глубине от 0,7 до 1,25 м. Все гробницы выложены из камня, кирпича или черепицы на растворе; ориентированы по линии восток-запад (головой на запад) и в восточной части сужаются. Положение умершего обычно для христианского обряда: на спине, руки сложены на груди или в области таза. Некоторые погребения остались нетронутыми, два — разрушены фундаментами столбов-пилястр во время реконструкции, некоторые использовались неоднократно. Гробницы центрального нефа более привилегированные. Скорее всего, здесь хоронили священнослужителей. Захоронения в большинстве своём безынвентарные. Только в двух были найдены у изголовья стеклянные сосуды. Ни одна из гробниц не является более ранней, чем сама церковь.

## Технология строительства и материалы
Техника строительства сооружения является типичной для построек данного типа Раннего Средневековья. Стены образованы двумя рядами тёсаного известняка с забутовкой между ними крупным колотым камнем на растворе. Фундаменты выложены из такого же камня, как и стены, но меньшего по размеру. Фундаменты всех апсид полуциркульные. Переход от фундамента к стенам выполнен посредством цоколя. Свод конхи выложен толщиной в один камень. Из-за уклона рельефа к югу фундамент бемы с южной стороны глубже, чем с северной, и усилен расширенным уступом. Нартекс выстроен так же, как и нефы, с перевязкой стен. Вероятно, он был такой же высоты, что и стены основного объёма. Портик, примыкающий к нартексу, имел пониженный объём, меньшую глубину фундаментов и толщину стен, чем у нартекса. Это подтверждается наличием между ними деформационного шва. Известковый раствор, на котором сложена базилика, — крупнозернистый, с примесью мелкой гальки и дроблёной керамики. Изнутри храм был оштукатурен тонким слоем известкового раствора. Заливка пола выполнена известково-цемяночным раствором по булыжному основанию.
Перекрытие церкви первоначально было деревянным стропильным. Оно поддерживалось двумя рядами опорных столбов, по 4 в каждом ряду, поставленных на стилобаты, создавая тем самым единую конструкцию. Столбы связывались полуциркульными арками, восточная пара которых опиралась на столбы и предалтарные пилястры, западная пара арок — на столбы и пилястры западной стены. Центральная апсида со сводом бемы и конхой сохранились хорошо. На своде было обнаружено более двадцати амфор, залитых раствором. Амфоры лежали на своде бессистемно в два и три слоя, на конхе — в один слой. Этот приём применялся для облегчённого заполнения пространства между сводом и крышей в римско-византийском строительстве.
При отсутствии фасадной декорации, но благодаря выступающим апсидам, расширенным боковым нефам, портику, ритмичному чередованию дверных и больших оконных проёмов, рядам кладки из тёсаного камня храм отличался пластичностью и выразительностью фасадов. Двускатная крыша базилики, покрытая ярко-оранжевой черепицей, создавала дополнительный цветовой эффект.

## Мраморная декорация
При раскопках было обнаружено более 70 фрагментов мраморного декора, беспорядочно рассеянного в культурном слое среди перемешанных костяков периода Позднего Средневековья. Почти все фрагменты были найдены в нефах. Мрамор украшал церковь изнутри в её первоначальном состоянии, во время реконструкций он использовался и как строительный материал — в забутовке, в основаниях кладки, в импостах пристроенных столбов-пилястр. Мрамор был завезён из мастерских острова Проконнес. Стиль обработки мраморных плит характерен для юстиниановской эпохи: разнообразные по форме мулюры, контрастное заполнение участков плит геометрическими фигурами, линеарность, схематизм. Скорее всего, все детали декора были привезены морем уже в готовом виде. Те же, которые поломались при транспортировке или не подошли, использовались по другому назначению, например, как орнаментированная плита, уложенная перед входом в алтарь, орнаментом вниз, в качестве ступеньки.

## Греческие надписи
На одном фрагменте мраморной плиты-декора, найденной в центральном нефе, сохранилась часть греческой надписи. Плита с надписью крепилась с помощью пазов, расположенных по краям, к плоской поверхности и обозревалась сверху. Это была, скорее всего, эпитафия для одной из гробниц. Надпись сделана красивым унциалом с углублениями на концах букв. Хорошо сохранился конец слова из шести знаков и частично один первый знак. Перед этими шестью буквами «CГIACS» сохранилась часть косой палочки, принадлежащая «A (альфе)». Наиболее вероятный вариант слова (AB)ACГIACS — «Абазгский» или «из Абазгии». Знак «S» в конце слова часто использовался в ранневизантийской эпиграфике в качестве знака сокращения хорошо известных слов. Надпись свидетельствует, что в VI веке на территории между реками Бзыбь и Псоу проживали абазги.
Другая эпиграфическая находка — плита из тёсаного известняка — лежала перед основанием алтарной преграды у Царских ворот надписью вверх. У края плиты высечено несколько греческих букв. Первая буква «К» под титлом, после — точка. Далее знак цифры «19». На плите отсутствуют следы раствора, она не была частью кладки, то есть цифра не служила «знаком постановки» камня в кладке. Цифра, скорее всего, означала количество сделанной за день продукции. Можно предположить, что мастер в своей надписи обращался к богу и сообщал о выполненной работе.

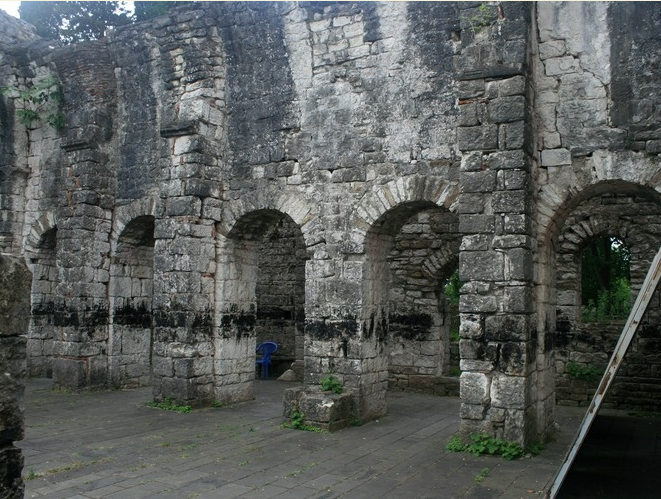
Стена между центральным и южным нефами. Хорошо просматриваются дополнительные колонны-пилястры (после перестройки)

## Перестройки
На протяжении своей многовековой жизни базилика претерпевала перестройки. Первая реконструкция, сильно изменившая облик храма, произошла около VIII—IX веков. Самыми существенными переделками стали ликвидация нартекса с примыкающим к нему портиком и сооружение каменных сводов вместо деревянных перекрытий над первыми этажами боковых нефов и центрального (кроме апсиды и бемы). Свод центрального нефа опирался на пристроенные к первоначальным столбам новые дополнительные столбы, которые фактически оказались пилястрами, переходящими наверху в подпружные арки. Толщина свода 0,9 м, основным строительным материалом был хорошо обожжённый кирпич прямоугольных форм, в забутовке использовалась черепица. Глубина фундаментов новых столбов всего лишь 0,6 м. Три столба были устроены на гробницах центрального нефа. В связи с устройством сводов были ликвидированы хоры в боковых нефах. Была расширена и немного смещена к востоку алтарная преграда.
В X—XI веках внешний вид храма изменился ещё раз. С западной стороны у входа в церковь был устроен притвор-вестибюль, опирающийся на четыре угловых столба, а у южного входа — небольшой портик из ломаного известняка. Был сделан новый пол, с кирпичной вымосткой и с нанесением слоя рыхлого известкового бетона. Среди находок было обнаружено изваяние головы барана, украшавшее щипец крыши притвора. Такая скульптурная декорация известна в Абхазии во времена Раннего Средневековья.

## Поздние захоронения и артефакты
Культурный слой памятника мощностью до 0,8 м был исследован на всей площади базилики. Ниже шёл стерильный слой песка, что свидетельствует о месте постройки, свободном от жилья. Кроме обнаруженных пятнадцати гробниц, были исследованы поздние грунтовые захоронения, появившиеся в период Позднего Средневековья. В эти времена базилика превратилась уже в усыпальницу. Археологам удалось зафиксировать 134 костяка, из которых нетронутых было только 9. Остальные перемешаны. Глубина залегания погребений — от 0,35 до 0,83 м. Усопшие погребены по христианскому обычаю. Только один женский костяк, расположенный по уровню выше других, отличается южной ориентацией — головой на юг.
В культурном слое поздних захоронений найдены предметы разных периодов Средних веков из керамики, металла, стекла. Тарная керамика представлена фрагментами амфор с широким туловом, круглым дном и слабо рифлёным корпусом. Характерной деталью являются массивные ручки, изогнутые под прямым углом и переходящие в горловину без венчика. Снаружи сосуды покрыты белым ангобом. Ручки и тулово часто украшены граффити в виде геометрических фигур. Амфоры такого типа известны в Крыму, Северном Причерноморье и даже в областях Северо-Западной Руси. Датируются XII—XIII веками и считаются византийским импортом. Также были найдены пифосы с насечёнными стенками, часто встречающиеся в Абхазии в слоях IX—X веков, и большие кувшины с ручками XI—XIV веков. Среди поливной керамики много чашек и тарелок на поддоне. Такая посуда найдена в Сухуме, Анакопии, Лыхны. Её датируют рамками XI—XIV веков.
Среди металлических находок много железных кованых гвоздей, которые использовались в деревянных конструкциях и для укрепления штукатурки. Найдены также железные ключи, ножи, пряжки, крест, бронзовый напёрсток и другие металлические предметы, типичные для находок на средневековых памятниках. Самые поздние предметы — железные сабли, относятся к XVIII—XIX векам.
Представлены также многочисленные стеклянные сосуды персидского происхождения XVII—XVIII веков с шаровидным туловом, длинной горловиной, с вогнутым днищем, на поддоне и без него. Стекло зелёного цвета, голубоватого, коричневого. Венецианский импорт XIV—XV веков (время нахождения в регионе генуэзских факторий) представлен изящными флаконами из тонкого прозрачного стекла с шаровидным корпусом и длинной узкой горловиной на вогнутом высоком коническом поддоне.
Большинство керамических и металлических изделий относится к местному производству. Стеклянные сосуды характеризуют торговые связи Абхазии со странами Востока и Запада. Археологические материалы и предания местных жителей свидетельствуют, что Цандрипшская церковь использовалась в качестве усыпальницы длительное время — вплоть до начала XX века.